# Myotis macrotarsus
Myotis macrotarsus is een vleermuis uit het geslacht Myotis die voorkomt op de Filipijnen en in Noord-Borneo. Ook Myotis stalkeri, die in de Molukken voorkomt, behoort mogelijk tot deze soort. In de Filipijnen is de soort gevangen op de eilanden Guimaras, Luzon, Marinduque, Mindanao, Negros, Palawan, Polillo en Tawi-Tawi. Deze soort slaapt in grotten op zeer lage hoogte en foerageert in landbouwgebieden. Het is een vrij zeldzame soort. Het karyotype bedraagt 2n=44, FN=50.